# Silicon (journal)
Pour les articles homonymes, voir Silicon.
Silicon (abrégé en Silicon) est une revue scientifique à comité de lecture. Ce journal publie des articles de recherches originales concernant tous les aspects de la chimie du silicium.
Actuellement, le directeur de publication est Stephen Clarson (Université de Cincinnati, États-Unis)).